# Gastrochilus raraensis
Gastrochilus raraensis är en orkidéart som beskrevs av Noriaki Fukuyama. Gastrochilus raraensis ingår i släktet Gastrochilus och familjen orkidéer.
Artens utbredningsområde är Taiwan. Inga underarter finns listade i Catalogue of Life.